# Pebatjma
Pebatjma, o Pebatma, va ser una reina nubia d'Egipte de la dinastia XXV. Era l'esposa del rei Kaixta. Apareix esmentada en una estàtua de la seva filla Amenirdis I, avui al Museu del Caire (42198). També apareix en el brancal d'una porta d'Abidos.
S'atribueixen vairs fills a Pebatjma amb el rei Kaixta:
- Rei Piye - Se'l considera fill de Kashta i, per tant, possiblement un fill també de Pebatjma

- Rei Xabaka - Esmentat com a germà d'Amenirdis I i, per tant, fill de Kaixta i Pebatjma.[3][1]

- Reina Khensa - Esposa de Piye, que es creu que era una filla de Kaixta[3] i possiblement de Pebatjma.[1]

- Reina Peksater (o Pekareslo): estava casada amb Piye i va ser enterrada a Abidos. Potser va morir mentre acompanyava a Piye en una campanya per Egipte.[3] Laming i Macadam suggereixen que fos una filla adoptiva de Pebatjma.[2]

- L'Esposa del Déu Amon Amenirdis I. Una estàtua d'Amenirdis esmenta que és filla de Kaixta i Pebatjma.

- Neferukakaixta - Es creu que era una filla de Kaixta[3] i possiblement de Pebatjma.[1]

És possible, tot i que de cap manera segur, que Pebatjma sigui la mateixa persona que una dona reial anomenada Pabtamer (Pa-abt-ta-mer). Una estela d'Abidos pertanyent a un general anomenat Paqattereru (Pekatror) registra com aquest general va ser cridat per Osiris quan tenia vint anys per a l'enterrament de la seva mare Pabtamer que tenia el bell nom Meres-Nip ("estimada de Napata" o "La que estima Napata"). Aquesta dona tenia els títols de Cantant d'Amon, Germana del Rei, Filla del Rei i Mare de l'Adoradora del Déu. S'ha suggerit que potser Pa-abt-ta-mer és una egipciització del nom Pebatjma. El problema de la identificació és que Pa-abt-ta-mer té títols lleugerament diferents dels registrats per a Pebatjma en altres monuments. A més, el títol de Filla del Rei és problemàtic, ja que no es coneix cap rei que pogués ser el seu pare. El general Paqattereru no és fill d'un rei, i aquests fets podrien indicar que Pa-abt-ta-mer hagués pogut ser una dona desconeguda per a nosaltres de Piye o Taharqa, i la possible mare de Xepenupet II o Amenirdis II.